# Konrad IV. (HRR)

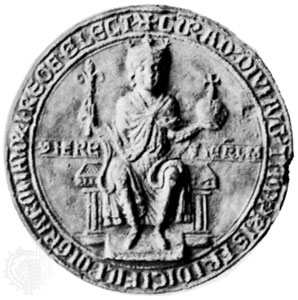
Siegel Konrads IV.

Konrad IV. (* 25. April 1228 in Andria, Apulien; † 21. Mai 1254 im Heerlager bei Lavello) stammt aus dem Adelsgeschlecht der Staufer. Er war Herzog von Schwaben (ab 1235), König des Heiligen Römischen Reiches (ab 1237), König von Sizilien (ab 1250) und König von Jerusalem (ab 1228).

## Leben

### Jugend
Konrad war der einzige Sohn Kaiser Friedrichs II. mit dessen zweiter Ehefrau Isabella von Brienne, der Königin von Jerusalem. Seine Mutter starb wenige Tage nach der Geburt, vermutlich am Kindbettfieber; von ihr erbte Konrad den Anspruch auf den Thron von Jerusalem, den sein Vater nutzte, um sich 1229 auf dem Fünften Kreuzzug in Jerusalem selbst zum König von Jerusalem zu krönen. Bis 1235 lebte Konrad in Italien; in jenem Jahr reiste er zum ersten Mal nach Deutschland.
Nach Aufstand und Absetzung seines Sohnes Heinrich (VII.), Konrads 17 Jahre älteren Halbbruders, versuchte Friedrich, nun Konrad als neuen Königsnachfolger aufzubauen. Dies misslang jedoch zunächst, da die 1235 auf dem Mainzer Hoftag versammelten Fürsten den zum Herzog von Schwaben ernannten Konrad nicht zum König wählen wollten.
Die Wahl des Achtjährigen erfolgte schließlich im Februar 1237 während eines Hoftages in Wien: Der Wahlakt, den der Papst nicht anerkannte, beinhaltete nicht nur den Titel des römisch-deutschen Königs, sondern auch die künftige Nachfolge als römisch-deutscher Kaiser. Da Konrad zwar zum König gewählt, jedoch nicht gekrönt worden war, führte er den Titel „in romanorum regem electus“ („der zum König der Römer Gewählte“).

### Königszeit im deutschen Reichsteil

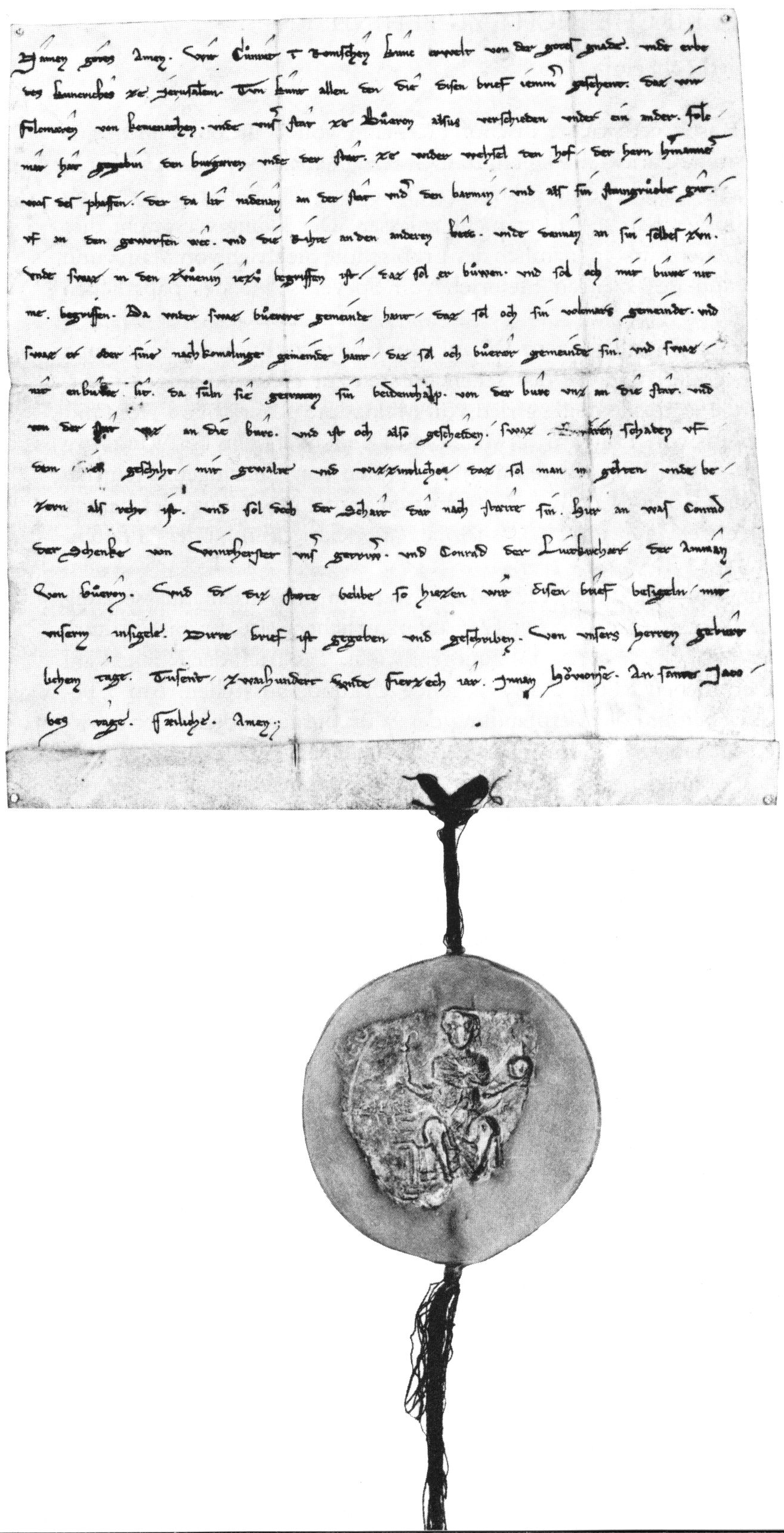
Urkunde Konrads IV. vom 25. Juli 1240, die älteste deutschsprachige Königsurkunde. Der König verkündet den Vergleich zwischen Volkmar II. von Kemnat und der Stadt Kaufbeuren. München, Bayerisches Hauptstaatsarchiv, Kaiserselekt 766

Während sich Friedrich II. nach der Wahl Konrads 1237 wieder seinen Auseinandersetzungen mit dem Papst und den italienischen Städten zuwandte, blieb Konrad in Deutschland, um dort formal seinen Vater zu vertreten. Ihm zur Seite standen als Reichsprokuratoren zunächst der Erzbischof von Mainz Siegfried III., der thüringische Landgraf Heinrich Raspe und König Wenzel I. von Böhmen. Die Hauptbezugsperson für den jungen König war der kaiserliche Geheime Rat Gottfried von Hohenlohe, der wegen der fortdauernden Abwesenheit des Kaisers in Süditalien der Erzieher Konrads war.
Zum Regentschaftsrat (consiliarii et familiares) gehörten vor allem Personen aus dem alten staufischen schwäbisch-fränkischen Kernraum, wie beispielsweise Walter von Limpurg Heinrich, Gottfried von Hohenlohe und Konrad von Winterstetten. Diesen wurde auch die eigentliche Erziehung Konrads anvertraut.
Einen Schlag erlitt die staufische Partei, als im Frühjahr 1244 Heinrich Raspe auf die päpstliche Seite wechselte und Konrad IV. damit einen bis dahin treuen Verbündeten verlor. Nachdem Heinrich Raspe dann auch als Gegenkönig auftrat, begann Konrad notgedrungen aktiver in die Reichspolitik einzugreifen und bei den Fürsten um Unterstützung für seinen Vater zu werben.
Konrad IV. heiratete am 1. September 1246 in Vohburg an der Donau Prinzessin Elisabeth von Bayern, Tochter des Herzogs Otto II. des Erlauchten. Durch diese Ehe wurden die Wittelsbacher zu den wichtigsten deutschen Verbündeten der Staufer während der dynastischen Endphase. Aus der Ehe ging 1252 Sohn Konrad hervor, besser bekannt als Konradin.
Konrads Position im deutschen Reichsteil wurde nach der erneuten Exkommunikation seines Vaters im Jahr 1239 zunehmend problematischer. Bereits 1241 wandten sich die Erzbischöfe von Köln und Mainz gegen den jungen König. Nachdem Papst Innozenz IV. Friedrich II. 1245 für abgesetzt erklärt hatte, wurde 1246 in Deutschland Heinrich Raspe und nach dessen Tod 1247 Wilhelm von Holland zum Gegenkönig gewählt. Nach der Absetzung Friedrichs konnte Konrad noch viel weniger auf militärische Unterstützung durch den Kaiser in Deutschland hoffen – wie er denn bislang überhaupt keine solche erhalten, sondern nur seinerseits wiederholt Kontingente zur Unterstützung seines Vaters nach Italien geschickt hatte.
Konrads Truppen, die allerdings nicht besonders zahlreich waren, unterlagen Heinrich Raspes Truppen am 5. August 1246 bei Frankfurt am Main. Konrad hielt sich nun vorwiegend in den königsnahen Gebieten im Südwesten auf und führte 1249 und 1250 nur begrenzte militärische Aktionen am Rhein durch; zu Weihnachten 1250 fiel er fast einem Mordanschlag zum Opfer. Friedrich II. war bereits am 13. Dezember 1250 gestorben. In seinem Testament hatte er Konrad IV. als Universalerben eingesetzt und ihn ausdrücklich zum Amtsnachfolger im Reich, in Sizilien und Jerusalem bestimmt. Innozenz erkannte diese Regelung jedoch nicht an. Im April 1251 wurde Konrad vom Papst exkommuniziert.
In Schwaben herrschte währenddessen fast durchgehend Krieg, wobei es zunächst weder Wilhelm noch Konrad gelang, einen entscheidenden Sieg zu erzielen, doch nach dem Abzug Konrads nach Italien konnte sich nach und nach Wilhelm mit päpstlicher Unterstützung durchsetzen. Auf dem Frankfurter Hoftag im Juli 1252 erkannte Wilhelm dem abwesenden Konrad das Herzogtums Schwaben und alle weiteren Reichslehen ab, was der Papst im Februar 1253 bestätigte. Dies erleichterte das Vorgehen gegen staufische Loyalisten. Schwaben und damit der Kernraum staufischer Hausmacht ging letztlich verloren, wenngleich Konrads Sohn Konradin später noch am Titel des Herzogs festhielt.

### Italienzug und Herrschaft im Königreich Sizilien
Trotz oder gerade aufgrund der schwierigen Lage in Deutschland entschloss sich Konrad 1251, nach Italien aufzubrechen und sein Erbe im Königreich Sizilien anzutreten. Zuvor war er in der Nacht vom 28. auf den 29. Dezember 1250 im Kloster Sankt Emmeram einem Mordanschlag durch Konrad von Hohenfels (II.) und weiteren Ministerialen im Auftrag des Bischofs Albert entgangen. Nicht nur das bedeutende sizilische Erbe war der Grund für den Aufbruch, sondern, wie schon oben erwähnt, vielleicht auch seine wenig sichere Position im deutschen Reichsteil sowie sicher die Aussicht, die Kontrolle über Reichsitalien zu erlangen. Konrad ließ seine schwangere Ehefrau Elisabeth im deutschen Reichsteil zurück und zog im Oktober 1251 nach Italien; zur Finanzierung des Italienzugs hatte er mehrere Güter verpfändet. Anfang November 1251 befand er sich im Raum von Verona. Er stand in Kontakt mit mehreren kaiserlichen Anhängern in Reichsitalien und unterhielt zudem Verbindungen bis in den östlichen Mittelmeerraum. Zwei von Konrads engsten Vertrauten während seines Aufenthalts in Italien waren Markgraf Berthold von Hohenburg und Walter von Ocra (Gualterius de Ocra), letzter hatte bereits im Dienst Friedrichs II. gestanden.
Konrad erreichte über Umwege zu Beginn des Jahres 1252 das Königreich Sizilien, das auch Unteritalien umfasste. Dort verweigerten ihm Neapel und Capua zunächst den Gehorsam, auch das Verhältnis zu seinem Halbbruder Manfred, der seit dem Tod Friedrichs das Königreich regiert hatte, verschlechterte sich. Konrad enthob ihn nach seiner Ankunft in Süditalien all seiner Funktionen und ließ ihm nur noch – unter Aufsicht gestellt – das Kerngebiet des Fürstentums Tarent. Er erließ zusätzlich einen generellen Widerruf aller während Manfreds Regentschaft vollzogenen Privilegierungen.
Nach dem Tod Friedrichs II. herrschten in Teilen des Königreichs Sizilien Unruhen und mehrere Städte versuchten sich der königlichen Kontrolle zu entziehen. Konrad war daher dazu gezwungen, militärisch gegen die Revolten vorzugehen. Am 10. Oktober 1253 eroberten seine Truppen Neapel.
Nach und nach gelang es Konrad, seine Stellung im Königreich zu festigen. Eine wichtige neue Quelle für Konrads Regierungshandeln ist die im Sommer 2005 in der Universitätsbibliothek Innsbruck gefundene Sammlung mit 130 bisher unbekannten Briefen, Mandaten und Diplomen Friedrichs II. und vor allem Konrads IV. Auf dieser Grundlage kann festgehalten werden, dass Konrad sich (wie bereits seine Vorgänger) auch in kirchliche und wirtschaftliche Angelegenheiten im Königreich Sizilien einmischte. Der Beamtenapparat funktionierte weiterhin und war recht effektiv. 1252 erließ Konrad während des Hoftags in Foggia Konstitutionen, die sich an den bekannten Vorbildern aus normannischer und staufischer Zeit orientierten. Des Weiteren war Konrad, wie auch die neuen Quellen zeigen, um eine Aussöhnung mit dem Papst bemüht, doch kam keine Einigung mehr zustande. Am 9. April 1254 wurde Konrad erneut exkommuniziert.
Konrads Herrschaft im Königreich Sizilien war, anders als sein Königtum in Deutschland, unangefochten. Nach schwierigen Anfängen war es ihm anscheinend gelungen, seine Stellung zu konsolidieren. Im Licht der neuen Quellenfunde ist Konrads Herrschaft im Königreich Sizilien deshalb auch positiver zu bewerten, als dies in der älteren Forschung der Fall war.

### Tod
Konrad starb am 21. Mai 1254 in einem Heerlager in Lavello. In manchen Quellen wird als Todesursache Gift vermutet, doch litt Konrad zuvor bereits an Fieber; zudem starben noch mehrere andere Begleiter an Fieber. Sein Leichnam sollte wahrscheinlich in Palermo beigesetzt werden, doch wurde dieser bei einem Brand in Messina vernichtet. Sein Sohn Konradin, den Konrad nie zu Gesicht bekommen hatte, war noch unmündig, so dass Konrad seinen Vertrauten Berthold von Hohenburg als Regenten einsetzte. Wenngleich Konrad lange im Schatten seines Vaters stand und seine nur kurze Regierungszeit keinen nennenswerten Eindruck hinterlassen konnte, belegen die Quellen einen engagierten Herrscher, der zudem kulturell interessiert war und mehrere Dichter förderte (so Konrad von Winterstetten).
Konrads Witwe Elisabeth heiratete 1259 Meinhard II., Graf von Görz und Tirol, der 1286, lange nach ihrem Tod, Herzog von Kärnten wurde. Konrads Halbbruder Manfred fiel 1266. Konrads ehelicher Sohn Konradin wurde 1268 nach seiner Niederlage gegen Karl von Anjou hingerichtet. Ein anderer unehelicher Sohn, der ebenfalls Konradin hieß, wurde 1269 nach der Kapitulation Luceras hingerichtet. Damit waren die Staufer ausgestorben.